# Massaguet
Massaguet este un oraș din Ciad.

## Populație
| An   | Populație |
| ---- | --------- |
| 1993 | 13.185    |
| 2008 | 18.872    |